# 前606年
| 千纪： | 前1千纪 |
| 世纪： | 前8世纪 \| 前7世纪 \| 前6世纪 |
| 年代： | 前630年代 \| 前620年代 \| 前610年代 \| 前600年代 \| 前590年代 \| 前580年代 \| 前570年代                                                                                   |
| 年份： | 前611年 \| 前610年 \| 前609年 \| 前608年 \| 前607年 \| 前606年 \| 前605年 \| 前604年 \| 前603年 \| 前602年 \| 前601年                                                     |
| 纪年： | 周定王元年 魯宣公三年 齊惠公三年 晉成公元年 秦共公三年 宋文公五年 楚庄王八年 衛成公二十九年 陈灵公八年 蔡文侯六年 曹文公十二年 郑穆公二十二年 燕桓公十二年 杞桓公三十一年 |

## 大事記
- 楚莊王在周都洛陽陳兵示威，周王派王孫滿慰勞，楚莊王問九鼎輕重。
- 周定王即位（前606年—前586年在位），中國東周第9代國王
- 晉成公發兵攻打鄭國，到達郔地。鄭國和晉國講和，士會到鄭國締結盟約。

## 逝世
- 鄭穆公